# Jandira Martini
Jandira Lúcia Lalia Martini (Santos, 10 de julho de 1945 – São Paulo, 29 de janeiro de 2024) foi uma atriz, autora, encenadora e produtora teatral brasileira. Iniciou a carreira nos palcos teatrais, tendo atuado e escritos diversas peças, mas ficou mais conhecida por seus trabalhos na televisão. Ela é ganhadora de vários prêmios, incluindo um Molière, três Prêmios APCA, um Mambembe, um Prêmio Qualidade Brasil e um Prêmio Shell.
Martini fez sua estreia profissional na peça A Crônica, em 1965. Desde então, tornou-se recorrente nos palcos paulistas, com destaque em peças como A Falecida (1966), Medéia (1970), Ricardo III (1975), Bodas de Papel (1978), Morre o Rei (1982), e outras. Além do mais, é célebre por ter escrito e dirigido diversas peças de sucesso, muitas ao lado do amigo Marcos Caruso, como as premiadas Sua Excelência, o Candidato (1986), Jogo de Cintura (1988), A Vida É Uma Ópera (1992) e Porca Miséria (1993).
Na década de 1980, transferiu-se para a televisão, onde ganhou destaque como a megera Teodora Abdala na telenovela Sassaricando (1987). Posteriormente vieram outros trabalhos, como Genu em Éramos Seis (1994); Zoraide El Adib em O Clone (2001–02); Puja em Caminho das Índias (2009); Madame Gilda em Escrito nas Estrelas (2010); e Salomé em Morde & Assopra (2011). Por seu trabalho em O Clone, Jandira foi amplamente elogiada pela crítica e público, ganhando um Prêmio Qualidade Brasil.

## Juventude

### Primeiros anos de vida e formação
Jandira nasceu em Santos, em São Paulo, em 10 de julho de 1945. Ela é filha do ourives Alfredo Lalia e da dona de casa Jandira Gião. Aos 22 anos, em 1967, graduou-se em Letras pela Universidade Católica de Santos (UniSantos), ano em que começou a se envolver com projetos no teatro. Mais tarde, concluiu o curso de interpretação pela renomada Escola de Arte Dramática da Universidade de São Paulo (EAD-USP).

## Carreira

### 1965–80: Início da carreira no teatro
Após concluir seus estudos, Jandira iniciou sua carreira artística participando da peça de teatro A Crônica, de Carlos Alberto Soffredini, com apresentação em Santos. No mesmo ano, repete parceria nos palcos com Soffredini no espetáculo O Cristo Nu, que possui grande parte do elenco de seu primeiro trabalho. No ano seguinte, participa de uma montagem de A Falecida, texto de Nelson Rodrigues com direção de Celso Nunes, que viria a se tornar um de seus grandes parceiros do teatro. Nesses três primeiros projetos, trabalhou em cena com os atores Ney Latorraca, Eliana Rocha e Rubens Ewald Filho. Em 1967, faz estreia em seu primeiro grande projeto, a peça Pedro Pedreiro, de Renata Pallottini e direção de Silnei Siqueira. O espetáculo, que contava com trilha sonora de Chico Buarque, foi apresentado na capital paulista.
Foi ainda em 1967 que ela estreou no papel de protagonista com a peça Joana d'Arc Entre as Chamas, sob a direção de Paul Claudel, com a atuação de Umberto Magnani ao seu lado. Concomitantemente, estreia na televisão com pequenas participações em telenovelas, como Ilusões Perdidas (1966) Beto Rockfeller (1968) e Uma Rosa Com Amor (1970). Em 1968, atua em uma montagem de O Rato no Muro, de Hilda Hilst, sob direção de Tereza Aguiar. No mesmo ano estrela o monólogo O Relicário, autoria de Coelho Neto e direção de Maria José de Carvalho. Finalizando a década de 1960, atua no espetáculo Exercícios Americanos (1969), sendo dirigida por Ademar Guerra com Ney Latorraca, Carlos Alberto Riccelli, Esther Góes e grande elenco.
Em 1970, atua no premiado espetáculo A Longa Noite de Cristal, de Oduvaldo Vianna. A peça foi um marco em sua carreira e muito elogiada pela crítica. Contava com um elenco renomado, como Beatriz Segall, Fernando Torres, Juca de Oliveira, Regina Braga e Sylvio Zilber. No mesmo ano, é dirigida por Celso Nunes na peça O Interrogatório, que reaproveitou boa parte do elenco de A Longa Noite de Cristal. Por fim, volta a ser dirigida por Silnei Siqueira na tragédia grega Medéia, de Eurípides. Estrela com Regina Braga a peça Cândido, baseada no conto filosófico Cândido, ou O Otimismo, em 1971, de Voltaire. Em 1973, interpreta "Carmem" na peça Mais Quero Asno que me Carregue que Cavalo que me Derrube, de Carlos Alberto Soffredini. Ao lado de Raul Cortez, destacou-se no espetáculo Greta Garbo, Quem Diria, Acabou no Irajá (1974), sob direção de Léo Jusi. No mesmo ano, ainda estrela O Que Você Vai Ser Quando Crescer?.  Em 1975, integra o elenco da grande produção Ricardo III, adaptação de Antunes Filho da peça de teatro de William Shakespeare. Na obra, que é baseada na história verdadeira do rei Ricardo III da Inglaterra, retratando a ascensão maquiavélica de Ricardo III e sua iminente queda, ela interpreta três personagens: Margarida de Anjou; Dona York e Alegoria.
Em 1976, estrela Vamos Brincar de Papai e Mamãe Enquanto Seu Freud Não Vem, de Carlos Castilho e Carlos Queiroz Telles, com direção de Mário Masetti, e também atua em Ai de Ti, Mata Hari. Em 1977, é convidada por Fauzi Arap, um dos grandes nomes do teatro brasileiro, para o elenco de sua peça Um Ponto de Luz. No ano seguinte, participa da aclamada peça Bodas de Papel, escrita por Maria Adelaide Amaral, que venceu os prêmios Molière, Governador do Estado, Ziembinski e APCA de melhor peça, e dirigida por Cecil Thiré. Martini não pôde continuar na peça até o fim de seu tempo em cartaz e foi substitúida por Irene Ravache no elenco. Recém saída de Bodas de Papel, logo foi escalada para uma montagem de Os Saltimbancos, ao lado de Bruna Lombardi e Miguel Ramos. Em 1978 aparece na televisão em uma participação especial na telenovela Dancin' Days, da TV Globo. Foi dirigida por Irene Ravache no espetáculo As Avestruzes, em 1979, uma montagem do texto original de Micheline Bourday.

### 1981–89: Consolidação no teatro e retorno à televisão

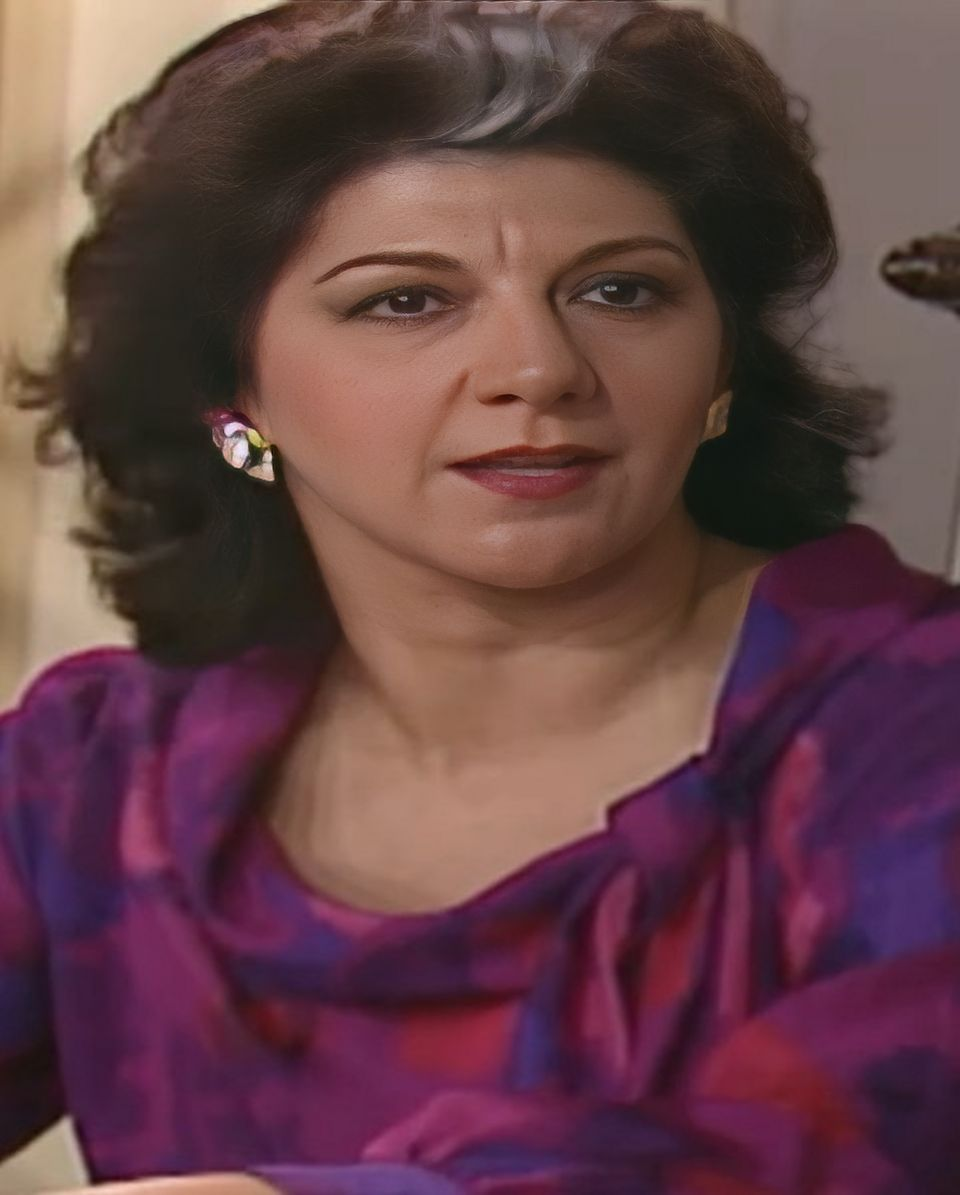
Martini em cena na telenovela Sassaricando, em 1987.

Em 1981, estreia na direção profissional no teatro com o espetáculo Em Defesa do Companheiro Gigi Damiani. Em parceria com Eliana Rocha, que também dirige a peça, escreveram o roteiro da obra. Ambas também atuaram no elenco, ao lado de nomes como Noemi Gerbelli, Walter Breda, e outros. A obra retratava a vida do anarquista italiano Gigi Damiani, que imigrou para São Paulo juntando-se a grupos revolucionários. Em 82, aparece como "Rei Bérenger I" e "Rainha Margarida" no espetáculo Morre o Rei, de Eugène Ionesco e direção de Tereza Aguiar. No ano seguinte, retorna à televisão na telenovela infantil Braço de Ferro, da Band. Em seu primeiro trabalho fixo na TV, Martini interpretou "Celina". No ano de 1984, integra o elenco de Com a Pulga Atrás da Orelha, peça do francês Georges Feydeau. Em 1985, encena seu quarto trabalho ao lado do diretor Celso Nunes em Pra Lá de Marrakesh.
No ano 1986, inicia uma longa parceria no teatro com o ator Marcos Caruso, que tornou-se um de seus melhores amigos. Juntos, a dupla escreveu e montou a peça Sua Excelência, o Candidato. O espetáculo, que mostra os bastidores da "politicagem" brasileira, levou os dois para o sucesso da crítica e lhes rendendo o festejado Prêmio Molière de melhor autoria. A peça foi montada diversas vezes por grandes nomes, incluindo Bibi Ferreira, e tornou-se um dos clássicos do teatro brasileiro. No mesmo ano, retorna ao posto de diretora em Ao Sol do Novo Mundo. Por fim, regressa ao horário nobre da TV Globo na telenovela Roda de Fogo, em uma participação especial no papel de "Filomena Liberato". No entanto, foi em 1987 que ela conseguiu seu maior papel na televisão até então, em Sassaricando, novela do horário das sete da TV Globo. Na trama, sua personagem é a megera "Teodora Abdalla", uma mulher rica que morre nos primeiros capítulos mas retorna em forma de espírito para atormentar seu marido "Aparício" (Paulo Autran).
Também teve uma carreira de destaque no teatro por ser uma das fundadoras do grupo Royal Bexiga's Company. Em 1988, retorna aos palcos com Marcos Caruso no espetáculo Jogo de Cintura. A dupla, além de protagonizar a peça, também são os autores. A peça marca o segundo sucesso da dupla nos palcos. Junto com a obra anterior (Sua Excelência, o Candidato), venderam mais de 650 mil ingressos ao longo das apresentações, números respeitáveis para o cenário do teatro. Em 1989, mais uma vez retorna à direção com A Revolução Está Chegando e Eu Não Tenho o Que Vestir, texto de Humberto Simonetta e Lívia Cerrini, protagonizada por Ileana Kwasinski, amiga de longa data de Martini.

### 1990–99: Contratação pelo SBT e companhia de teatro
Em 1990, Jandira retornou aos cinemas após trezes anos com a comédia Uma Escola Atrapalhada, de Del Rangel. No filme, estrelado por Angélica e Supla, ela interpreta a diretora de um colégio que está prestes a ser demolido por uma grande imobiliária. Em dezembro de 1990, é contratada pela Rede Manchete para trabalhar como colaboradora do roteiro da telenovela A História de Ana Raio e Zé Trovão, escrita por Marcos Caruso e Rita Buzzar. Além da escrita do roteiro, também foi convidada para fazer uma participação especial como a estelionatária "Vitória Imperial (Martina Ferraz)". Ainda contratada pela Manchete, é convidada para o elenco da minissérie O Fantasma da Ópera (1991) no papel de "Marion Leik Fitzgerald", uma cantora da ópera em que a trama se concentra. Em 1992, é agraciada com o Prêmio APCA de melhor autora por seu trabalho em A Vida É Uma Ópera, estrelado pela própria atriz. O enredo gira em torno das peripécias de mulheres de meia-idade refletem sarcasticamente as ações políticas na cultura em meio à corrupção.
No ano seguinte, estreia um de seus maiores sucessos no teatro. Ao lado, mais uma vez, de Marcos Caruso, escreve, produz e protagoniza a peça Porca Miséria, vencedora dos prêmios APCA e Shell de melhor autoria. O espetáculo foi sucesso de crítica e público, registrando recordes de bilheteria. A narrativa da montagem destaca a trajetória dos irmãos Buongermino, personagens centrais da trama, e evidencia a degradação urbana, moral e econômica presente na sociedade brasileira, com foco particular no centro da cidade de São Paulo. O espetáculo retrata o dia a dia de uma família de ascendência italiana, residente no bairro do Bixiga. Em 1994, mais uma parceria da dupla, O Céu da Pátria.
Ainda em 1994, é contratada pelo SBT para integrar o elenco da telenovela Éramos Seis, interpretando um de seus papéis mais memoráveis, a solidária "Dona Genú". Na trama, ela formava o divertido par romântico com "Virgulino", personagem de Marcos Caruso, sendo eles um casal de amigos da família protagonista da trama. Em 1995, é escalada para a telenovela Sangue do Meu Sangue. A trama não repetiu o sucesso da produção anterior do SBT e passou por crise de audiência. Sua personagem é "Rebeca". Ainda na emissora, em 1996, criou e protagonizou a série Brava Gente, com Caruso.  A trama, semelhante à peça de sucesso Porca Miséria, acompanha as aventuras de uma família paulistana de classe média baixa, os Messinari, moradora do Bixiga, em São Paulo. Ela interpreta a matriarca "Augusta Messinari". Era a segunda vez que os atores Marcos Caruso e Jandira Martini repetiam a dobradinha de marido e mulher, em razão do sucesso de seus personagens "Virgulino" e "Dona Genu", em Éramos Seis.
Em 1996, entra como sócia da companhia teatral Teatro Paulista de Comédia (TPC), ao lado de Marcos Caruso, Nilton Travesso e Carlos Duque. O grupo funcionou como produtor de diversas comédias nos teatros de São Paulo. A primeira montagem da companhia foi Os Reis do Improviso, que tinha seu script criado por Martini e Caruso. Em 1999, volta a trabalhar com um texto de Georges Feydeau no espetáculo Gato por Lebre, onde assume o posto de diretora e produtora. Ela também foi responsável pela tradução e adaptação do texto. Na escolha do elenco, Martini convidou atores com quem já tinha trabalhado formando uma espécie de cooperativa pois não conseguiu patrocínio para a obra.

### 2000–09: Volta à TV Globo e sucesso nas telenovelas

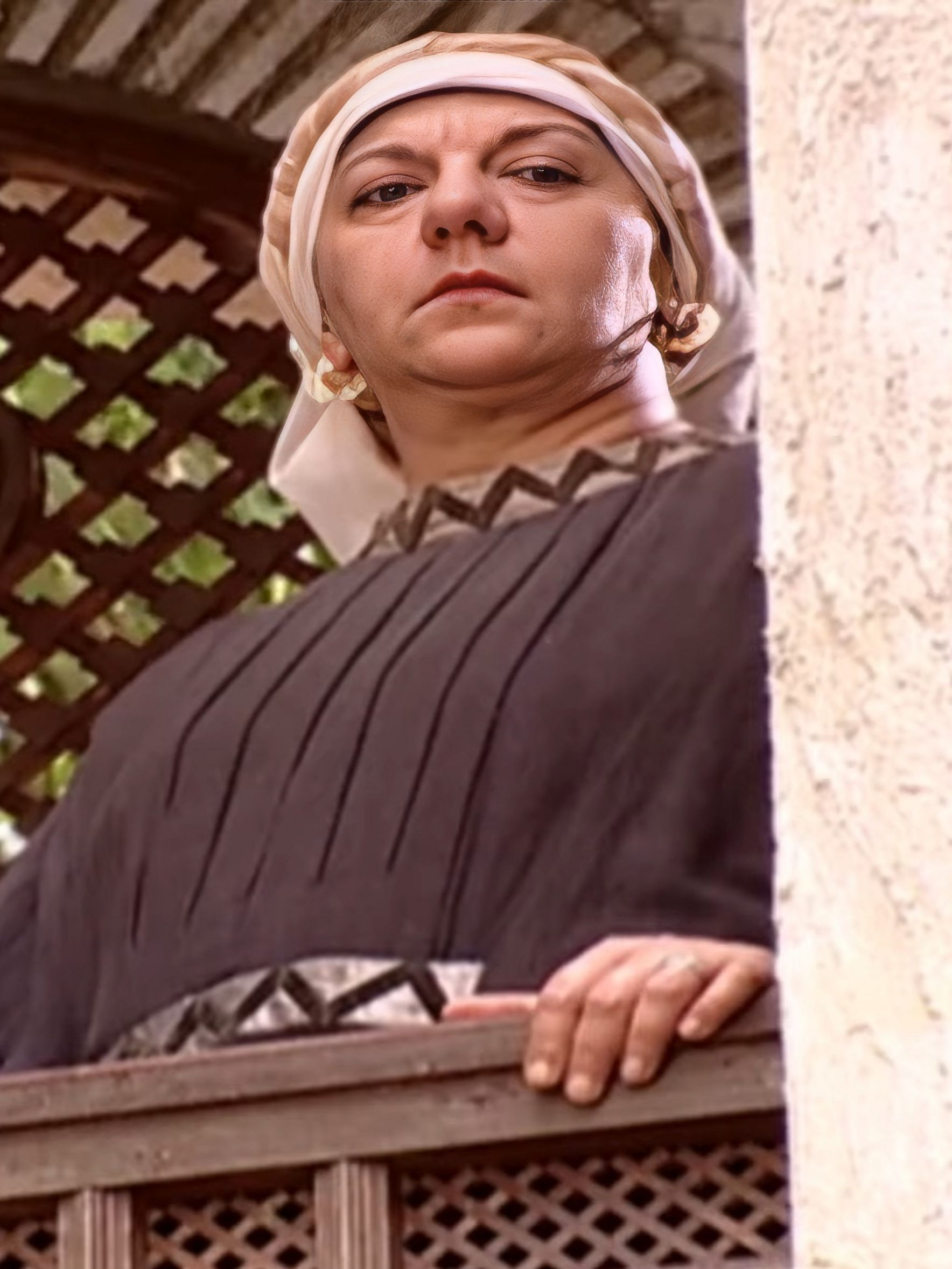
Jandira como "Zoraide" em O Clone, em 2001.

Em 2001, foi recontratada pela TV Globo. Logo foi escalada para o elenco da minissérie Os Maias, de Maria Adelaide Amaral, livremente inspirada no romance homônimo de Eça de Queiroz. Na trama, sua personagem é "Eugênia Silveira", uma mulher religiosa e amiga da família Maia. Em outubro de 2001, interpreta "Zoraide El Adib" na novela do horário nobre O Clone, de Glória Perez. Sua personagem é a governanta da casa da protagonista "Jade" (Giovanna Antonelli), com quem mantém uma forte amizade. A novela foi um sucesso de audiência e tornou a atriz ainda mais popular no cenário nacional. Por seu trabalho em O Clone, Jandira foi amplamente elogiada pela crítica e público, ganhando um Prêmio Qualidade Brasil de Melhor Atriz Coadjuvante em Televisão.
Em 2003, volta às telas na minissérie histórica A Casa das Sete Mulheres interpretando "Antônia Gonçalves", a irmã mais velha de Bento Gonçalves (Werner Schünemann) que vive em uma estância próxima a que se passa a trama central das sete mulheres. No mesmo ano, escreve a peça Sonho de Uma Noite de Outono, uma comédia que conta a história do teatro operário do início século XX no Brasil. Jandira divide a direção com Eliana Rocha, em mais uma parceria no teatro. Em 2004, realiza uma participação especial no episódio "Aquele com os Loucos" do seriado A Diarista, no papel de "Dilma", diretora de uma clínica psiquiátrica. Ainda em 2004, atua no drama biográfico Olga, de Jayme Monjardim, que tem Camila Morgado no papel de Olga Benário. No filme, ela é "Sarah", uma mulher judia no campo de concentração da Alemanha Nazista.
À convite de Glória Perez, regressa às telenovelas em América (2005). Na trama, exibida no horário nobre da TV Globo, ela dá vida a "Odaléia", uma mulher batalhadora que vive apreensiva com o sonho de sua filha, Sol (Déborah Secco), de morar nos Estados Unidos. Em 2006, retoma sua parceria no teatro com Marcos Caruso e escreve a obra Operação Abafa, a qual também atua como atriz. Em 2007, participa do elenco da segunda fase da minissérie Amazônia, de Galvez a Chico Mendes, sua terceira contribuição com Glória Perez na televisão. Entre novembro de 2007 e maio de 2008, esteve no ar na telenovela Desejo Proibido, de Walther Negrão, como "Dona Guará". Sua personagem é uma costureira, a maior fofoqueira da pequena cidade da trama, que mantém todos informados e é casada com o barbeiro "Dioclécio" (Roberto Bonfim).
Ainda em 2007, em novembro, realiza novamente uma montagem de sua peça A Vida É Uma Ópera, encenada originalmente em 1992. No ano de 2008, escreve e protagoniza o espetáculo de comédia dramática O Eclipse. Dirigida por Jô Soares, ela interpreta a diva italiana Eleonora Duse em um imaginário de sua passagem pela cidade de São Paulo. A peça recebeu muitos elogios da crítica, lhe rendendo seu terceiro Prêmio APCA de melhor autoria em peça de teatro, além de ser indicada à mesma categoria do Prêmio Shell. Em 2009, interpreta a dalit "Puja" em Caminho das Índias. Na trama, ela luta pela inserção dos intocáveis (os dalits no sistema de castas na Índia) na sociedade.

### 2010–23: Trabalhos recentes
Em 2010, destaca-se como a cartomante "Madame Gilda" em Escrito nas Estrelas. A personagem se tornou popular na trama por seu tom cômico, pois trata-se de uma vidente charlatã que possui muita intuição. No decorrer do enredo, ela passa a se conectar com o espírito de Daniel (Jayme Matarazzo), protagonista que morre no início da novela. A performance lhe rendeu a indicação de Melhor Atriz Coadjuvante no Prêmio Quem de Televisão. Em 2011, interpreta mais uma personagem de destaque na novela Morde & Assopra, de Walcyr Carrasco. Na obra, ela é a vilã "Salomé Sampaio", uma mulher mesquinha que esconde sua fortuna e atormenta a vida das pessoas ao seu redor por sua ambição.
Em 2012, atua em sua última telenovela, Salve Jorge, encerrando sua parceria com Glória Perez. Ela deu vida à turca "Farid Khalid", uma mulher que tem constantes fugas da realidades, imaginando seus familiares como  personagens do império otomano em seus devaneios. Em 2013, foi aclamada pela crítica no monólogo Prof! Profa!. Indicada ao Prêmio APCA de Melhor Atriz de Teatro, ela interpreta uma professora que, em um surto, matou seus alunos do 3° ano. Em 2017, atua em uma participação especial no episódio "Ctrl + Alt + Del" da série Manual para se Defender de Aliens, Ninjas e Zumbis, da Warner. Foi convida por Glória Perez para atuar na novela A Força do Querer em 2017, que marcaria seu retorno ao gênero, no entanto recusou o convite por querer diminuir a carga de gravações e se dedicar ao teatro.
Nos últimos anos de sua carreira, dedicou-se mais a pequenos projetos, sobretudo no cinema. Em 2019, foi convidada para o elenco da comédia Chorar de Rir, dirigida por Toniko Melo e estrelada por Leandro Hassum, onde interpreta a mãe do protagonista, "Julieta". Em 2020, aparece no filme infantil 10 Horas para o Natal, como "Vó Nena". Após sete anos afastada dos palcos, retornou ao teatro com a peça Em Busca do Bonde Perdido, de sua autoria, que narra a descoberta de uma doença e as mudanças de perspectivas de vida após esse acontecimento. Em 2022, atua como mãe de Fabiana Karla na comédia Uma Pitada de Sorte.

## Vida pessoal
Durante 57 anos, Jandira foi casada com Geraldo Dias Martini, com quem teve dois filhos, Lucas e Maria Fernanda. Jandira foi amiga muito próxima do também ator e autor teatral Marcos Caruso, com quem co-escreveu diversos sucessos para o teatro e televisão.

### Morte
Martini faleceu em 29 de janeiro de 2024, aos 78 anos; ela estava internada no Hospital 9 de Julho em São Paulo e enfrentava uma longa batalha contra um câncer de pulmão. A notícia foi divulgada por Caruso através das redes sociais.

## Teatro
| Ano     | Título                                                    | Personagem                            | Notas                     |
| ------- | --------------------------------------------------------- | ------------------------------------- | ------------------------- |
| 1965    | A Crônica                                                 |                                       |                           |
| 1965    | O Cristo Nu                                               |                                       |                           |
| 1966    | A Falecida                                                |                                       |                           |
| 1967    | Pedro Pedreiro                                            |                                       |                           |
| 1967    | Joana d'Arc Entre as Chamas                               | Joana D'arc                           |                           |
| 1968    | O Rato no Muro                                            |                                       |                           |
| 1968    | O Relicário                                               |                                       |                           |
| 1969    | Exercícios Americanos                                     |                                       |                           |
| 1970    | A Longa Noite de Cristal                                  |                                       |                           |
| 1970    | O Interrogatório                                          |                                       |                           |
| 1970    | Medéia                                                    |                                       |                           |
| 1971    | Cândido                                                   |                                       |                           |
| 1973    | Mais Quero Asno que me Carregue que Cavalo que me Derrube | Carmem; Corista                       |                           |
| 1974    | Greta Garbo, Quem Diria, Acabou no Irajá                  | Greta Garbo                           |                           |
| 1974    | O Que Você Vai Ser Quando Crescer?                        |                                       |                           |
| 1975    | Ricardo III                                               | Margarida de Anjou; D. York; Alegoria |                           |
| 1976    | Vamos Brincar de Papai e Mamãe Enquanto Seu Freud Não Vem |                                       |                           |
| 1976    | Ai de Ti, Mata Hari                                       |                                       |                           |
| 1977    | Um Ponto de Luz                                           |                                       |                           |
| 1978    | Bodas de Papel                                            |                                       |                           |
| 1978    | Os Saltimbancos                                           |                                       |                           |
| 1979    | As Avestruzes                                             |                                       |                           |
| 1981    | Em Defesa do Companheiro Gigi Damiani                     |                                       | Também autora e diretora  |
| 1982    | Morre o Rei                                               | Rei Bérenger I; Rainha Margarida      |                           |
| 1984    | Com a Pulga Atrás da Orelha                               |                                       |                           |
| 1985    | Pra Lá de Marrakesh                                       |                                       |                           |
| 1986    | Sua Excelência, o Candidato                               | Diversos                              | Também como autora        |
| 1986    | Ao Sol do Novo Mundo                                      |                                       | Como diretora             |
| 1988    | Jogo de Cintura                                           |                                       | Também como autora        |
| 1989    | A Revolução Está Chegando e Eu Não Tenho o Que Vestir     |                                       | Como diretora             |
| 1992    | A Vida É Uma Ópera                                        |                                       | Também como autora        |
| 1993-95 | Porca Miséria                                             |                                       | Também autora e produtora |
| 1994    | O Céu da Pátria                                           |                                       | Como autora               |
| 1997    | Os Reis do Improviso                                      | Manolita Gonçalves                    | Também como autora        |
| 1998    | Porca Miséria                                             |                                       | Também autora e produtora |
| 1999    | Gato por Lebre                                            |                                       | Também como diretora      |
| 2003    | Sonho de Uma Noite de Outono                              |                                       | Como autora e diretora    |
| 2006    | Operação Abafa                                            |                                       | Também como autora        |
| 2008    | O Eclipse                                                 | Eleonora Duse                         | Também como autora        |
| 2013    | Prof! Profa!                                              |                                       |                           |
| 2017    | O Velho                                                   |                                       | Como autora               |
| 2020    | Em Busca do Bonde Perdido                                 |                                       | Também como autora        |

## Filmografia

### Televisão
| Ano  | Título                                             | Papel                             | Nota                             |
| ---- | -------------------------------------------------- | --------------------------------- | -------------------------------- |
| 1983 | Braço de Ferro                                     | Celina                            |                                  |
| 1986 | Roda de Fogo                                       | Filomena Liberato                 | Participação especial            |
| 1987 | Sassaricando                                       | Teodora Abdalla Varella           |                                  |
| 1990 | Ana Raio e Zé Trovão                               | Vitória Imperial / Martina Ferraz | Também co-roteirista             |
| 1991 | O Fantasma da Ópera                                | Marion Leik Fitzgerald            |                                  |
| 1994 | Éramos Seis                                        | Genuína D'Angelo (Genu)           |                                  |
| 1995 | Sangue do meu Sangue                               | Rebecca Camargo                   |                                  |
| 1996 | Brava Gente                                        | Augusta Messinari                 |                                  |
| 2001 | Os Maias                                           | Eugênia Silveira                  |                                  |
| 2001 | O Clone                                            | Zoraide El Adib                   |                                  |
| 2003 | A Casa das Sete Mulheres                           | Antônia Gonçalves da Silva        |                                  |
| 2004 | A Diarista                                         | Dilma                             | Episódio: "Aquele com os Loucos" |
| 2005 | América                                            | Odaléia de Oliveira Pardal        |                                  |
| 2007 | Amazônia, de Galvez a Chico Mendes                 | Donana                            |                                  |
| 2007 | Desejo Proibido                                    | Guaracyaba dos Anjos (Dona Guará) |                                  |
| 2009 | Caminho das Índias                                 | Puja Hitid                        |                                  |
| 2010 | Escrito nas Estrelas                               | Gildete Salmon (Madame Gilda)     |                                  |
| 2011 | Morde & Assopra                                    | Salomé de Sousa Sampaio           |                                  |
| 2012 | Salve Jorge                                        | Farid Khalid (Vó Farid)           |                                  |
| 2017 | Manual para se Defender de Aliens, Ninjas e Zumbis | Margô                             | Episódio: "Ctrl + Alt + Del"     |
| 2018 | Viver do Riso                                      | Ela mesma                         | Episódio: "O Humor no Auditório" |

### Cinema
| Ano  | Título                         | Papel                 | Notas                                 |
| ---- | ------------------------------ | --------------------- | ------------------------------------- |
| 1977 | Será Que Ela Aguenta?          | Diretora              |                                       |
| 1990 | Uma Escola Atrapalhada         | Dona Alma             |                                       |
| 2004 | Olga                           | Sarah                 |                                       |
| 2005 | O Casamento de Romeu e Julieta | —                     | como roteirista e produtora associada |
| 2006 | Trair e Coçar É Só Começar     | —                     | como roteirista                       |
| 2019 | Chorar de Rir                  | Julieta               |                                       |
| 2020 | 10 Horas para o Natal          | Vó Nena               |                                       |
| 2022 | Uma Pitada de Sorte            | Regina "Gina" Brandão |                                       |

## Prêmios e indicações
| Ano  | Associações              | Categoria                             | Nomeações                   | Resultado | Ref    |
| ---- | ------------------------ | ------------------------------------- | --------------------------- | --------- | ------ |
| 1986 | Prêmio Molière           | Melhor Autora (com Marcos Caruso)     | Sua Excelência, o Candidato | Venceu    | [ 28 ] |
| 1992 | Prêmio APCA de Teatro    | Melhor Autora — Teatro                | A Vida É uma Ópera          | Venceu    | [ 38 ] |
| 1993 | Prêmio Shell             | Melhor Autora (com Marcos Caruso)     | Porca Miséria               | Venceu    | [ 75 ] |
| 1993 | Prêmio Mambembe          | Melhor Autora (com Marcos Caruso)     | Porca Miséria               | Venceu    |        |
| 1993 | Prêmio APCA de Teatro    | Melhor Autora — Teatro                | Porca Miséria               | Venceu    |        |
| 2002 | Prêmio Qualidade Brasil  | Televisão: Melhor Atriz Coadjuvante   | O Clone                     | Venceu    | [ 76 ] |
| 2008 | Prêmio APCA de Teatro    | Melhor Autora — Teatro                | O Eclipse                   | Venceu    |        |
| 2009 | Prêmio Shell             | Melhor Autora                         | O Eclipse                   | Indicada  | [ 77 ] |
| 2010 | Prêmio Quem de Televisão | Melhor Atriz Coadjuvante de Televisão | Escrito nas Estrelas        | Indicada  | [ 78 ] |
| 2013 | Prêmio APCA de Teatro    | Melhor Atriz — Teatro                 | Prof! Profa!                | Indicada  |        |